# Освіта Диканщини
У Диканському районі станом на 01.01.2017 року працює 9 загальноосвітніх навчальних закладів І-ІІІ ступенів (з них 2 гімназії), 1 — загальноосвітня школа І-ІІ ступенів, 2 — навчально-виховні комплекси «загальноосвітня школа І ступеня-дошкільний навчальний заклад», 13 дошкільних навчальних закладів, міжшкільний навчально-виробничий комбінат, будинок дитячої та юнацької творчості, дитячо-юнацька спортивна школа.

## Освітні заклади Диканського району
- Диканська гімназія ім. М. В. Гоголя Диканської районної ради Полтавської області,
- Диканська загальноосвітня школа І-ІІІ ступенів Диканської районної ради Полтавської області,
- Балясненська загальноосвітня школа І-ІІІ ступенів Диканської районної ради Полтавської області,
- Великобудищанська загальноосвітня школа І-ІІІ ступенів Диканської районної ради Полтавської області,
- Великорудківська загальноосвітня школа І-ІІІ ступенів Диканської районної ради Полтавської області,
- Водянобалківська загальноосвітня школа І-ІІІ ступенів Диканської районної ради Полтавської області,
- Орданівська загальноосвітня школа І-ІІІ ступенів Диканської районної ради Полтавської області,
- Стасівська гімназія ім. М.Башкирцевої Диканської районної ради Полтавської області,
- Дібрівська загальноосвітня школа І-ІІІ ступенів Диканської районної ради Полтавської області,
- Байрацька загальноосвітня школа І-ІІ ступенів Диканської районної ради Полтавської області,
- Андріївський навчально-виховний комплекс «Загальноосвітня школа І ступеня-дошкільний навчальний заклад» Диканської районної ради Полтавської області,
- Петро-Давидівський навчально-виховний комплекс «Загальноосвітня школа І ступеня-дошкільний навчальний заклад» Диканської районної ради Полтавської області,
- Диканський міжшкільний навчально-виробничий комбінат Диканської районної ради Полтавської області,
- Диканський районний Будинок дитячої та юнацької творчості Диканської районної ради Полтавської області,
- Диканська районна дитячо-юнацька спортивна школа Диканської районної ради Полтавської області,
- Орданівський дошкільний навчальний заклад (дитячий садок) «Барвінок» Орданівської сільської ради Полтавської області,
- Водянобалківський дошкільний навчальний заклад (дитячий садок) «Дзвіночок» Водянобалківської сільської ради Полтавської області,
- Байрацький дошкільний навчальний заклад (дитячий садок) «Подоляночка» Байрацької сільської ради Полтавської області,
- Балясненський дошкільний навчальний заклад (дитячий садок) «Веселка» Балясненської сільської ради Полтавської області,
- Диканський дошкільний навчальний заклад (ясла-садок) № 1 «Ромашка» Диканської селищної ради Полтавської області,
- Великорудківський дошкільний навчальний заклад (дитячий садок) «Калинонька» Великорудківської сільської ради Полтавської області,
- Стасівський дошкільний навчальний заклад (ясла-садок) «Пролісок» Стасівської сільської ради Полтавської області,
- Нелюбівський дошкільний навчальний заклад (дитячий садок) «Малятко» Нелюбівської сільської ради Полтавської області,
- Ландарівський дошкільний навчальний заклад (дитячий садок) «Ромашка» Андріївської сільської ради Полтавської області,
- Великобудищанський дошкільний навчальний заклад (дитячий садок) «Фіалка» Великобудищанської сільської ради Полтавської області,
- Диканський дошкільний навчальний заклад (ясла-садок) № 4 «Теремок» Диканської селищної ради Полтавської області,
- Диканський дошкільний навчальний заклад (ясла-сад) № 3 «Сонечко» Диканської селищної ради Полтавської області,
- Чапаєвський дошкільний навчальний заклад (дитячий садок) «Золотий вулик» Чапаєвської сільської ради Полтавської області,

## Відділ освіти
Відділ освіти від повоєнних років до наших днів за даними архіву відділу освіти у Диканському районі очолювали:
- Випущенко Петро Іванович — 07.10.1943 — 11.02.1944 р.р.; 01.04.1957 — 19.03.1963 р.р.
- Ринкевич І. К. — 08.04.1944 — 30.06.1944 р.р.
- Дудченко Степан Анастасійович — 30.06.1944 — 29.01.1945 р.р.
- Міхно Петро Васильович — 29.01.1945 — 10.08.1945 р.р.
- Пліш Петро Іванович — 10.08.1945 — 18.02.1946 р.р.
- Скиба Іван Кирилович — 18.02.1946 — 02.02.1956 р.р.
- Цимбалистий Яків Сидорович — 01.02.1957 — 01.04.1957 р.р.
- Бірюк Леонтій Дмитрович — 19.03.1963 — 01.12.1963; 06.04.1965 — 19.05.1965 р.р.
- Ярош Іван Григорович — 01.12.1963 — 10.06.1963 р.р.; 19.05.1965 — 22.08.1966 р.р.
- Мовчан (Новік) Олена Павлівна — 22.08.1966 — 15.12.1969 р.р.
- Бабенко Федір Сидорович — 15.12.1969 — 23.07.1973 р.р.
- Івашко Анатолій Семенович — 23.07.1973 — 01.10.1981 р.р.
- Песиголовець Юрій Іванович — 01.10.1981 — 03.09.1984 р.р.
- Лелюк Любов Іванівна — 03.09.1984 — 20.08.1991 р.р.
- Черкащенко Павло Мелентійович — 21.08.1991 — до сьогодні.

## Методичний кабінет
Методичний супровід діяльності навчальних закладів здійснює районний методичний кабінет відділу освіти, сім'ї, молоді та спорту Диканської районної державної адміністрації, який у 1969 році започаткував роботу. У різні роки його очолювали: Гапон Микола Андрійович, Скорик Валентина Гаврилівна, Рощина Валентина Олексіївна, Глушич Ніна Дмитрівна, Пугач Тетяна Григорівна, Горват Галина Іванівна, Шаріпова Лідія Григорівна. З 2010 року по даний час районний методичний кабінет очолює Курило Марія Петрівна.